# 西藏阴石蛛
西藏阴石蛛（学名：Titanoeca tibetana）为隐石蛛科隐石蛛属的动物。在中国大陆，分布于西藏等地。该物种的模式产地在西藏。